# Aviamotornaja (linea 8)
Aviamotornaja (in russo Авиамоторная?) è una stazione della Metropolitana di Mosca, situata sulla Linea Kalininskaja-Solncevskaja. Fu inaugurata il 30 dicembre 1979; il 17 febbraio 1982 Aviamotornaja fu teatro di un grande incidente, in cui morirono otto persone a causa del malfunzionamento delle scale mobili della stazione. Fu uno dei peggiori disastri della storia della metropolitana.
La stazione è stata costruita con una configurazione a tre ambienti 53 metri sotto il livello del suolo. La sala centrale contiene sculture piramidali e tetraedriche di oro anodizzato; gli architetti della stazione furono A.F. Strelkov, Century I. Klokov, N.I. Demchinskij, J.A. Kolesnikov ed E.S. Barsky. Il tema della Stazione di Aviamotorskaja è l'aviazione e il volo. Le colonne che sostengono il soffitto sono ricoperte in marmo chiaro; il pavimento è formato da lastre di granito grigio nelle sue differenti tonalità. Il muro al termine del corridoio centrale è ricoperto da una scultura in metallo; vi sono decorazioni che ricordano le principali costellazioni.
Le scale mobili della stazione causarono un grave incidente alla metropolitana il 17 febbraio 1982. All'avvicinarsi dell'ora di punta serale, la scala nº4 fu azionata alle 16:30; quando i primi pendolari iniziarono ad utilizzarle per scendere, un gradino fissato male divenne instabile, riuscendo comunque a compiere il ciclo di andata e ritorno sulla catena. Alle 17:00, dopo che questo gradino sorpassò il meccanismo in cima alla scala, si deformò, rompendo gli ingranaggi del macchinario. Questa frizione ruppe gli ingranaggi del motore, e la catena di scalini, ora libera di muoversi in qualsiasi direzione, iniziò ad accelerare spinta dal peso dei passeggeri. Il motore fu automaticamente spento ed entrarono in funzione i freni di emergenza; tuttavia questi ultimi non ebbero la forza di bloccare la forza, esercitata anche dai passeggeri, o di ridurre l'accelerazione.
Tutte le scale mobili furono equipaggiate con ulteriori freni di emergenza, e le scale mobili di Aviamotornaja erano state installate appena tre mesi prima. Inoltre, due giorni prima dell'incidente, vi era stato un controllo di sicurezza di routine, che aveva evidenziato il fatto che i freni di emergenza non fossero stati montati nel modo corretto. Dopo un ulteriore controllo con simulazione, si ritenne che tutti i freni di emergenza potessero svolgere la loro funzione. Questo però non avvenne: il capo meccanico non aveva ricevuto le istruzioni corrette per installare i nuovi freni (che erano in corso di installazione in tutte le stazioni della metropolitana di Mosca all'epoca) nel caso del particolare modello di scala mobile che era in funzione ad Aviamotornaja. La configurazione errata di montaggio non permise ai freni di entrare in funzione; quando il supervisore vide che la scala stava accelerando di circa 2,4 volte la sua massima accelerazione, cercò di azionare manualmente i freni, ma non accadde nulla. 110 secondi dopo l'inizio del malfunzionamento, l'incidente era concluso.
La stampa sovietica controllata dallo Stato, con l'eccezione di un giornale, non citò l'incidente. Questo fatto causò lo spandersi di voci e di paure in tutta la città. Tutte e otto le vittime si schiantarono in fondo alla scala mobile, spinte dagli altri passeggeri che a loro volta seguivano il movimento della scala. Qualcuno cercò di saltare fuori dalla scala risalendo lungo la balaustra, ma il sostegno in plastica sottile non poté sopportare il peso e crollò.
Alle 17:10, quando i feriti furono portati via, gli accessi della stazione furono bloccati e alle 17:35 la stazione intera fu chiusa. Fu immediatamente svolta un'indagine, durante la quale fu determinato che il rivelatore di velocità della scala era collegato in modo errato ai freni di emergenza, e che un fatto simile avrebbe potuto verificarsi anche sulle altre tre scale mobili della stazione.
La stazione è punto di interscambio con l'omonima stazione, posta provvisoriamente sulla linea 15 ed inaugurata il 27 marzo 2020.